# 馬庫斯·福斯
馬庫斯·福斯（瑞典語：Marcus Forss，1999年6月18日—），芬蘭職業足球員，司職前鋒，現效力於英冠球隊米德尔斯堡，代表芬蘭國家足球隊參加國際比賽。

## 俱樂部生涯
福斯出自西布朗青訓，2017年加盟賓福特後備隊， 2018年夏天升上球隊一線隊，期間曾以租借身份加盟AFC溫布頓。 2021年5月1日，福斯在對陣沃特福德的比賽中打進一球，幫助球隊以2：0取勝。

## 國家隊生涯
青少年時期曾入選過芬蘭各級青年國家隊。2020年11月12日，在對陣法國的比賽中首次代表芬蘭國家足球隊出場並打進個人國家隊首個進球。 2021年6月2日，馬庫斯·福斯入選2020年歐洲杯26人最終名單。

## 外部連結
- Marcus Forss （页面存档备份，存于） – SPL competition record
- 馬庫斯·福斯－UEFA國際賽競賽紀錄
- 足球数据库：馬庫斯·福斯的球员统计数据
- Marcus Forss （页面存档备份，存于） at brentfordfc.com
- Marcus Forss （页面存档备份，存于） at palloliitto.fi